# Regola del giocatore designato

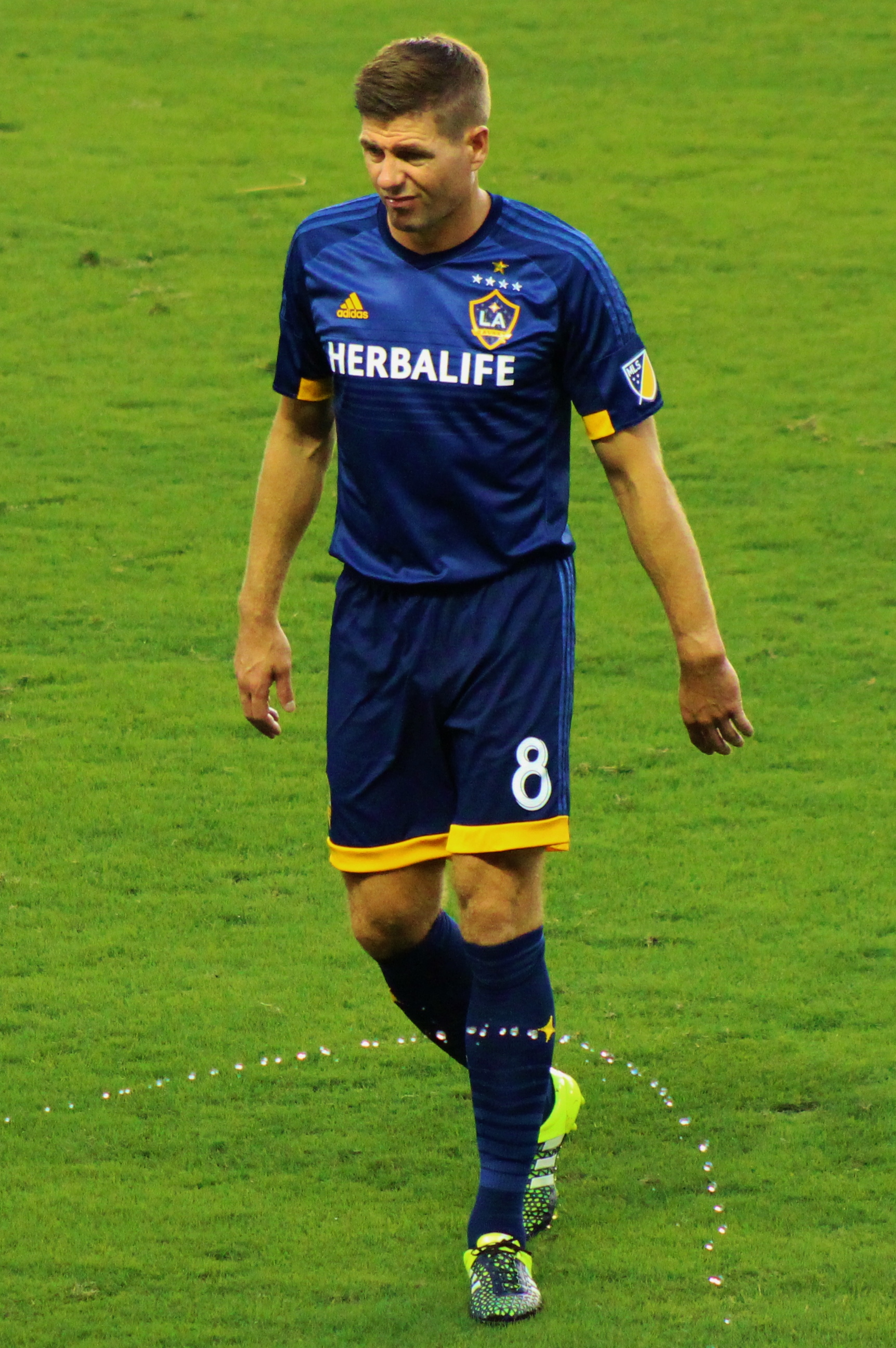
Steven Gerrard, ex Designated Player dei.

La regola del giocatore designato (ingl. Designated Player Rule), nota come regola Beckham (ingl. the Beckham Rule), è una regola adottata dalla Major League Soccer dal 2007 nell'ambito dell'osservanza del tetto salariale, al quale funge da deroga. La norma consente a ogni franchigia della MLS di ingaggiare fino a tre calciatori che sono considerati fuori dal tetto salariale del club perché remunerati con uno stipendio maggiore del salary cap stabilito, al fine di aumentare la competitività dei club statunitensi sul calciomercato internazionale, dando loro maggiore potere d'acquisto. Dal dicembre 2015 sono stati 114 i calciatori designati nella MLS.
La norma è nota anche come regola Beckham perché nel 2007 il calciatore inglese David Beckham fu il primo a essere ingaggiato osservando la suddetta regola, quando firmò un contratto quinquennale con i Los Angeles Galaxy per uno stipendio di 6,5 milioni di euro all'anno.

## Storia
Nel 2006 il tetto salariale negli Stati Uniti d'America ammontava a circa 1,9 milioni di dollari; nel 2007 a 2,1 milioni. Nel 2008 fu portato a 2,3 milioni. Secondo quanto stabilito dal Collective Bargaining Agreement del 2010 tra MLS e l'associazione dei calciatori della MLS (la MLS Players' Union), nel 2010 il salary cap fu portato a 2,55 milioni di dollari, con un incremento automatico del 5% ogni anno, fino alla scadenza dell'accordo, prevista per la fine del 2014.
La norma del 2007 sarebbe scaduta alla fine della stagione 2009. Per ogni calciatore designato, 400 000 dollari del suo stipendio rientravano nel tetto salariale ed erano pagati dalla lega, mentre la restante parte era pagata dal club di appartenenza. Nel 2009 questa soglia fu portata a 415 000 dollari. Prima della stagione 2007 solo tre calciatori percepivano uno stipendio di oltre 400 000 dollari: Landon Donovan, Carlos Ruiz ed Eddie Johnson. Per la stagione 2007 si decise, tramite una clausola di anteriorità, di conservare l'esenzione per i suddetti calciatori, che fu prolungata anche oltre, in attesa di prendere ulteriori provvedimenti (rinegoziare i contratti di questi calciatori o considerarli calciatori designati). Prima dell'inizio della stagione 2008 Johnson si trasferì al Fulham, in Premier League e, dopo l'ingaggio di Dwayne De Rosario da parte del Toronto FC nel gennaio 2009, anche Ruiz lasciò la MLS, per trasferirsi all'Olimpia Asunción. Donovan rimase dunque l'unico calciatore a beneficiare della suddetta esenzione nella stagione 2009. Vi erano, tuttavia, altri calciatori il cui salario non era soggetto alla regola del giocatore designato, pur essendo in realtà inferiore alla cifra netta perché soggetto alla regola dell'assegnazione. Tra questi calciatori figuravano Shalrie Joseph (450 000 dollari), Christian Gómez (430 000), Dwayne De Rosario (425 750) e Taylor Twellman (420 000). Ogni squadra inizialmente aveva un calciatore designato, ma poteva cedere il proprio posto disponibile ad altre squadre. Ogni compagine poteva avere al massimo due calciatori designati. Nel tetto salariale di ogni squadra rientravano solo 325 000 dollari dello stipendio del secondo calciatore designato, cifra poi portata a 335 000 dollari nel 2009.
Nel 2010 la regola fu modificata. Innanzitutto la norma non aveva più scadenza. Per ogni giocatore designato 335 000 euro del suo salario rientrava nel tetto salariale ed era erogato dalla lega (167 500 dollari per i giocatori designati che si univano alla MLS durante la finestra estiva del calciomercato), con il resto dello stipendio pagato dalla squadra di appartenenza; questa cifra era dimezzata in caso di giocatore designato ingaggiato a metà stagione.